# Roy Nelson
Roy Nelson (20 de junio de 1976) es un luchador estadounidense de artes marciales mixtas que actualmente compite en la categoría de peso pesado en Bellator MMA. Nelson es el ganador de The Ultimate Fighter 10.
La emisión del 30 de septiembre de 2009 en su pelea contra Kimbo Slice (oficialmente una exhibición), fue la segunda más vista en la historia de peleas de MMA en EE. UU.

## Carrera en artes marciales mixtas
Nelson ha sido estudiante de jiu-jitsu brasileño durante mucho tiempo con su maestro Renzo Gracie, quien le otorgó el cinturón negro el 26 de agosto de 2009. Nelson ha competido en el ADCC Submission Wrestling World Championship (ADCC) y ha entrenado con algunos de los mejores luchadores del mundo, incluyendo a Randy Couture, Tito Ortiz, Ricco Rodríguez y Ken Shamrock.

### The Ultimate Fighter
Roy "Big Country" Nelson fue uno de los combatientes de los dieciséis en The Ultimate Fighter: Heavyweights. En su primera pelea de la serie, Nelson derrotó al exluchador callejero Kimbo Slice por nocaut técnico en la segunda con repetidos golpes en la cabeza en posición de crucifijo. La emisión fue la mejor muestra de la historia de EE. UU. con una calificación de 3,7. La pelea en sí tenía 6 millones de espectadores.
En cuartos de final, Nelson derrotó a Justin Wren en una decisión mayoritaria a dos rondas. En las semifinales, Nelson derrotó a James McSweeney a través de golpes en la primera ronda de nuevo utilizando la posición de crucifijo. Ya en la final, Nelson derrotó a Brendan Schaub en The Ultimate Fighter: Heavyweights Finale para convertirse en el ganador de The Ultimate Fighter 10. Nelson noqueó a Schaub a los 3:45 de la primera ronda con un gancho de derecha a la sien izquierda de Schaub y luego golpeó a Schaub en el suelo con un golpe en la cara antes de que el árbitro detuviera a Nelson. Con la victoria, Nelson ganó un contrato de seis cifras con el UFC.

### Ultimate Fighting Championship
En su primera pelea desde su victoria en la final de The Ultimate Fighter, Nelson noqueó a Stefan Struve después de 39 segundos en la primera ronda en el evento coestelar de UFC Fight Night 21 el 31 de marzo de 2010, donde ganó su segundo premio al KO de la Noche. Nelson fue programado para pelear contra Cheick Kongo, aunque la pelea fue cancelada después de Kongo se retirara. Nelson en su lugar se enfrentó a Junior dos Santos en UFC 117 en un combate para determinar el contendiente No.1 (después de Caín Velásquez) para el título de peso pesado de UFC. Nelson perdió por decisión unánime (30-26, 30-27, 30-27), pero fue capaz de resistir los ataques variados de dos Santos, convirtiéndose en el primer hombre en tener que llevar a dos Santos a una decisión. Nelson estaba programado para enfrentarse a Shane Carwin en UFC 125. Carwin, sin embargo, tuvo que retirarse de la pelea debido a una lesión en la espalda. Nelson se fue retirado de la tarjeta por completo.
Nelson se enfrentó a Frank Mir el 28 de mayo de 2011 en UFC 130 donde perdió por decisión unánime. El presidente de UFC, Dana White, criticó la actuación de Nelson después de la pelea por la falta de acondicionamiento de Nelson. Nelson culpó a la gripe que él tenía por su bajo rendimiento. Nelson indicó que tenía planes de reducir su peso para bajar a la división de peso semipesado en algún momento en su futuro.
El 29 de octubre de 2011, Nelson se enfrentó a Mirko Filipović en UFC 137 y ganó por nocaut técnico en la tercera ronda.
Nelson se enfrentó a Fabrício Werdum que hacia su regreso en UFC 143 el 4 de febrero de 2012. Él perdió la pelea por decisión unánime. Tras el evento, la pelea fue galardonada con el premio a la Pelea de la Noche.
Nelson estaba programado para enfrentarse a Antônio Silva el 26 de mayo de 2012 en UFC 146, pero Silva se enfrentó a Caín Velásquez. Nelson se esperaba enfrentar a Gabriel Gonzaga. Sin embargo, el propio Gonzaga fue forzado a salir de la pelea por una lesión y fue reemplazado por Dave Herman, a quien Nelson noqueó en 51 segundos. Nelson ganó el premio al KO de la Noche. Joe Rogan dijo en la transmisión que "Cuando Herman cayo al suelo, no tenía ni idea de dónde estaba".
Se anunció el 12 de julio de 2012, que Nelson sería entrenador en el reality The Ultimate Fighter, contra su compatriota Shane Carwin, a quien se enfrentaría el 15 de diciembre de 2012 a The Ultimate Fighter: Team Carwin vs. Team Nelson Finale. El 14 de noviembre, se anunció que Shane Carwin se lesionó la rodilla y no sería capaz de luchar. El 15 de noviembre, se informó de que Nelson se enfrentaría a Matt Mitrione. Nelson derrotó a Mitrione por nocaut técnico en la primera ronda.
El 27 de abril de 2013, Nelson se enfrentó a Cheick Kongo en UFC 159. Nelson ganó la pelea por nocaut a los 2:03 de la primera ronda. Tras el evento, Nelson ganó su cuarto premio al KO de la Noche.
Nelson se enfrentó a Stipe Miočić el 15 de junio de 2013 en UFC 161. Miočić derrotó a Nelson por decisión unánime.
Nelson se enfrentó a Daniel Cormier el 19 de octubre de 2013 en UFC 166. Él perdió la pelea por decisión unánime.
El 11 de abril de 2014, Nelson se enfrentó a Antônio Rodrigo Nogueira en UFC Fight Night 39. Nelson ganó la pelea por nocaut en la primera ronda, ganando así el premio a la Actuación de la Noche.
El 20 de septiembre de 2014, Nelson se enfrentó a Mark Hunt en UFC Fight Night 52. Nelson fue noqueado en la segunda ronda, siendo está la primera vez que lo noquean en UFC, y la segunda en su carrera.
Nelson se enfrentó a Alistair Overeem el 14 de marzo de 2015 en UFC 185. Nelson perdió la pelea por decisión unánime.
Nelson se enfrentó a Josh Barnett el 27 de septiembre de 2015 en UFC Fight Night 75. Nelson perdió la pelea por decisión unánime.
El 6 de febrero de 2016, Nelson se enfrentó a Jared Rosholt en UFC Fight Night 82. Nelson ganó la pelea por decisión unánime, siendo esta su primera victoria por decisión en la UFC.
Nelson enfrentó a Derrick Lewis el 7 de julio de 2016 en UFC Fight Night 90. A pesar de romper su récord personal de la mayoría de los derribos en una pelea con 7, Nelson perdió por decisión dividida.
Nelson enfrentó a Antônio Silva el 24 de septiembre de 2016 en el UFC Fight Night 95. Ganó la pelea por nocaut en la segunda ronda. Después de la pelea, por frustración con lo que él pensaba, era una detención tardía, Nelson empujó al árbitro John McCarthy.
Nelson enfrentó a Alexander Volkov el 15 de abril de 2017 en UFC on Fox 24 donde perdió por decisión unánime en la que iba a ser su última pelea en la UFC.

### Bellator MMA
En mayo de 2017, se anunció que el contrato de Nelson con la UFC había expirado en abril y que tenía un contrato de múltiples luchas firmado con Bellator MMA. Será su primer combate no relacionado con UFC en menos de 8 años.
El 23 de septiembre de 2017, Nelson enfrentó en su debut en Bellator a Javy Ayala en el Bellator 183 ganando el combate por decisión unánime.
Nelson se enfrentó a Matt Mitrione en los cuartos de final del torneo Grand Prix de peso pesado de Bellator en el Bellator 194 el 16 de febrero de 2018. Perdió la pelea por decisión mayoritaria.
Se esperaba que Nelson enfrentara a Mirko Cro Cop en una revancha en Bellator 200 el 25 de mayo de 2018. Sin embargo, la pelea fue cancelada durante la semana previa al evento cuando Cro Cop se retiró de la pelea debido a una lesión.
Se espera que Nelson se enfrente a Sergei Kharitonov en el evento coestelar de Bellator 207 el 12 de octubre de 2018.

## Vida personal
Nelson tiene una esposa llamada Jessy Nelson. Nelson asistió a la escuela Cimarron Memorial High School, donde jugó a fútbol americano, béisbol, y luchó. Antes de que fuera un luchador profesional, trabajó en el programa de la escuela before and after con los niños y también era un profesor sustituto.

## Campeonatos y logros
- Ultimate Fighting Championship
  - Ganador del The Ultimate Fighter 10
  - KO de la Noche (cuatro veces)
  - Pelea de la Noche (una vez)
  - Actuación de la Noche (una vez)

- International Fight League
  - Campeón de Peso Pesado (Una vez; primero; último)
  - Campeón del Grand Prix IFL 2007 Peso Pesado
  - Más defensas consecutivas del título en la división de Peso Pesado (2)

- Rage on the River
  - Ganador del torneo de Peso Pesado

## Registro en artes marciales mixtas
| Resultado | Récord | Oponente                 | Método                        | Evento                                  | Fecha                    | Ronda | Tiempo | Localización              | Notas                                                                               |
| --------- | ------ | ------------------------ | ----------------------------- | --------------------------------------- | ------------------------ | ----- | ------ | ------------------------- | ----------------------------------------------------------------------------------- |
| Derrota   | 23–19  | Valentin Moldavsky       | Decisión (unánime)            | Bellator 244                            | 21 de agosto de 2020     | 3     | 5:00   | Uncasville, Connecticut   |                                                                                     |
| Derrota   | 23–18  | Frank Mir                | Decisión (unánime)            | Bellator 231                            | 25 de octubre de 2019    | 3     | 5:00   | Uncasville, Connecticut   |                                                                                     |
| Derrota   | 23–17  | Mirko Cro Cop            | Decisión (unánime)            | Bellator 216                            | 16 de febrero de 2019    | 3     | 5:00   | Uncasville, Connecticut   |                                                                                     |
| Derrota   | 23–16  | Sergei Kharitonov        | KO (golpes y rodillazos)      | Bellator 207                            | 12 de octubre de 2018    | 1     | 4:59   | Uncasville, Connecticut   |                                                                                     |
| Derrota   | 23–15  | Matt Mitrione            | Decisión (mayoritaria)        | Bellator 194                            | 16 de febrero de 2018    | 3     | 5:00   | Uncasville, Connecticut   | Primera ronda del gran premio de peso pesado de Bellator.                           |
| Victoria  | 23–14  | Javy Ayala               | Decisión (unánime)            | Bellator 183                            | 23 de septiembre de 2017 | 3     | 5:00   | San José, California      | Debut en Bellator                                                                   |
| Derrota   | 22–14  | Alexander Volkov         | Decisión (unánime)            | UFC on Fox: Johnson vs. Reis            | 15 de abril de 2017      | 3     | 5:00   | Kansas City, Misuri       |                                                                                     |
| Victoria  | 22–13  | Antonio Silva            | KO (golpes)                   | UFC Fight Night: Cyborg vs. Lansberg    | 24 de septiembre de 2016 | 2     | 4:10   | Brasilia                  |                                                                                     |
| Derrota   | 21–13  | Derrick Lewis            | Decisión (dividida)           | UFC Fight Night: dos Anjos vs. Alvarez  | 7 de julio de 2016       | 3     | 5:00   | Las Vegas, Nevada         |                                                                                     |
| Victoria  | 21–12  | Jared Rosholt            | Decisión (unánime)            | UFC Fight Night: Hendricks vs. Thompson | 6 de febrero de 2016     | 3     | 5:00   | Las Vegas, Nevada         |                                                                                     |
| Derrota   | 20–12  | Josh Barnett             | Decisión (unánime)            | UFC Fight Night: Barnett vs. Nelson     | 27 de septiembre de 2015 | 5     | 5:00   | Saitama                   |                                                                                     |
| Derrota   | 20–11  | Alistair Overeem         | Decisión (unánime)            | UFC 185                                 | 14 de marzo de 2015      | 3     | 5:00   | Dallas, Texas             |                                                                                     |
| Derrota   | 20–10  | Mark Hunt                | KO (golpe)                    | UFC Fight Night: Hunt vs. Nelson        | 20 de septiembre de 2014 | 2     | 3:00   | Saitama                   |                                                                                     |
| Victoria  | 20–9   | Antônio Rodrigo Nogueira | KO (golpe)                    | UFC Fight Night: Nogueira vs. Nelson    | 11 de abril de 2014      | 1     | 3:37   | Abu Dhabi                 | Actuación de la Noche.                                                              |
| Derrota   | 19–9   | Daniel Cormier           | Decisión (unánime)            | UFC 166                                 | 19 de octubre de 2013    | 3     | 5:00   | Houston, Texas            |                                                                                     |
| Derrota   | 19–8   | Stipe Miočić             | Decisión (unánime)            | UFC 161                                 | 15 de junio de 2013      | 3     | 5:00   | Winnipeg                  |                                                                                     |
| Victoria  | 19–7   | Cheick Kongo             | KO (golpe)                    | UFC 159                                 | 27 de abril de 2013      | 1     | 2:03   | Newark, Nueva Jersey      | KO de la Noche.                                                                     |
| Victoria  | 18–7   | Matt Mitrione            | TKO (golpes)                  | The Ultimate Fighter 16 Finale          | 15 de diciembre de 2012  | 1     | 2:58   | Las Vegas, Nevada         |                                                                                     |
| Victoria  | 17–7   | Dave Herman              | KO (golpe)                    | UFC 146                                 | 26 de mayo de 2012       | 1     | 0:51   | Las Vegas, Nevada         | KO de la Noche.                                                                     |
| Derrota   | 16–7   | Fabrício Werdum          | Decisión (unánime)            | UFC 143                                 | 4 de febrero de 2012     | 3     | 5:00   | Las Vegas, Nevada         | Pelea de la Noche.                                                                  |
| Victoria  | 16–6   | Mirko Filipović          | TKO (golpes)                  | UFC 137                                 | 29 de octubre de 2011    | 3     | 1:30   | Las Vegas, Nevada         |                                                                                     |
| Derrota   | 15–6   | Frank Mir                | Decisión (unánime)            | UFC 130                                 | 28 de mayo de 2011       | 3     | 5:00   | Las Vegas, Nevada         |                                                                                     |
| Derrota   | 15–5   | Junior dos Santos        | Decisión (unánime)            | UFC 117                                 | 7 de agosto de 2010      | 3     | 5:00   | Oakland, California       |                                                                                     |
| Victoria  | 15–4   | Stefan Struve            | TKO (golpes)                  | UFC Fight Night: Florian vs. Gomi       | 31 de marzo de 2010      | 1     | 0:39   | Charlotte, North Carolina | KO de la Noche.                                                                     |
| Victoria  | 14–4   | Brendan Schaub           | KO (golpe)                    | The Ultimate Fighter 10 Finale          | 5 de diciembre de 2009   | 1     | 3:45   | Las Vegas, Nevada         | Ganó el torneo de TUF 10; KO de la Noche.                                           |
| Derrota   | 13–4   | Jeff Monson              | Decisión (unánime)            | SRP: March Badness                      | 21 de marzo de 2009      | 3     | 5:00   | Pensacola, Florida        |                                                                                     |
| Derrota   | 13–3   | Andrei Arlovski          | KO (golpe)                    | EliteXC: Heat                           | 4 de octubre de 2008     | 2     | 3:14   | Sunrise, Florida          |                                                                                     |
| Victoria  | 13–2   | Brad Imes                | KO (golpes)                   | IFL: Connecticut                        | 16 de mayo de 2008       | 1     | 2:55   | Uncasville, Connecticut   | Defendió el Campeonato de Peso Pesado de IFL.                                       |
| Victoria  | 12–2   | Fabiano Scherner         | TKO (golpes)                  | IFL: Las Vegas                          | 29 de febrero de 2008    | 1     | 3:20   | Las Vegas, Nevada         | Defendió el Campeonato de Peso Pesado de IFL.                                       |
| Victoria  | 11–2   | Antoine Jaoude           | KO (golpe)                    | IFL: World Grand Prix Finals            | 29 de diciembre de 2007  | 2     | 0:22   | Uncasville, Connecticut   | IFL 2007 Grand Prix de Peso Pesado Final; Ganó el Campeonato de Peso Pesado de IFL. |
| Victoria  | 10–2   | Bryan Vetell             | TKO (golpes)                  | IFL: World Grand Prix Semifinals        | 3 de noviembre de 2007   | 3     | 1:01   | Chicago, Illinois         | IFL 2007 Grand Prix de Peso Pesado Semifinal.                                       |
| Victoria  | 9–2    | Shane Ott                | Decisión (unánime)            | IFL: Las Vegas                          | 16 de junio de 2007      | 3     | 4:00   | Las Vegas, Nevada         |                                                                                     |
| Derrota   | 8–2    | Ben Rothwell             | Decisión (dividida)           | IFL: Moline                             | 7 de abril de 2007       | 3     | 4:00   | Moline, Illinois          |                                                                                     |
| Victoria  | 8–1    | Mario Rinaldi            | TKO (golpes)                  | BodogFIGHT: Costa Rica Combat           | 17 de febrero de 2007    | 1     | 2:38   | Costa Rica                |                                                                                     |
| Victoria  | 7–1    | Vince Lucero             | TKO (golpes)                  | IFL: Oakland                            | 19 de enero de 2007      | 1     | 1:55   | Oakland, California       |                                                                                     |
| Derrota   | 6–1    | Josh Curran              | Decisión (unánime)            | BodogFIGHT: Clash of the Nations        | 16 de diciembre de 2006  | 3     | 5:00   | San Petersburgo           |                                                                                     |
| Victoria  | 6–0    | Jerome Smith             | Sumisión (arm-triangle choke) | FightForce: Butte Brawl 2               | 22 de julio de 2006      | 1     | 4:13   | Butte, Montana            |                                                                                     |
| Victoria  | 5–0    | Jason Godsey             | Sumisión (rear-naked choke)   | FightForce: Butte Brawl 1               | 6 de mayo de 2006        | 1     | 4:42   | Butte, Montana            |                                                                                     |
| Victoria  | 4–0    | Michael Buchkovich       | Sumisión (rear-naked choke)   | World Extreme Fighting 17               | 1 de abril de 2006       | 1     | 0:56   | Las Vegas, Nevada         |                                                                                     |
| Victoria  | 3–0    | Ray Seraile              | Sumisión (golpes)             | PXC 3: Return of the Enforcer           | 28 de agosto de 2004     | 2     | 3:41   | Mangilao                  |                                                                                     |
| Victoria  | 2–0    | Jerry Vrbanovic          | Decisión (dividida)           | Rage on the River                       | 17 de abril de 2004      | 3     | 3:00   | Redding, California       | Final del torneo de Peso pesado de Rage on the River.                               |
| Victoria  | 1–0    | Bo Cantrell              | Sumisión (hammerlock)         | Rage on the River                       | 17 de abril de 2004      | 3     | 2:52   | Redding, California       | Semifinal del torneo de Peso Pesado de Rage on the River.                           |